# Ibănești (Vaslui)
Ibănești is een Roemeense gemeente in het district Vaslui.

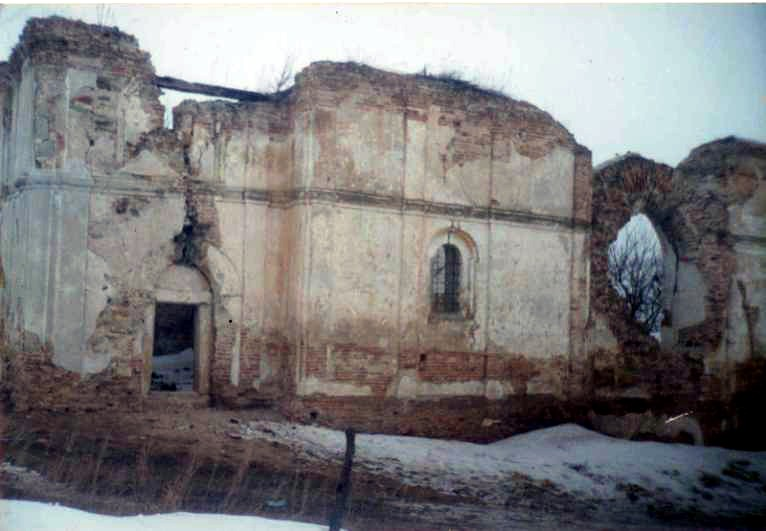
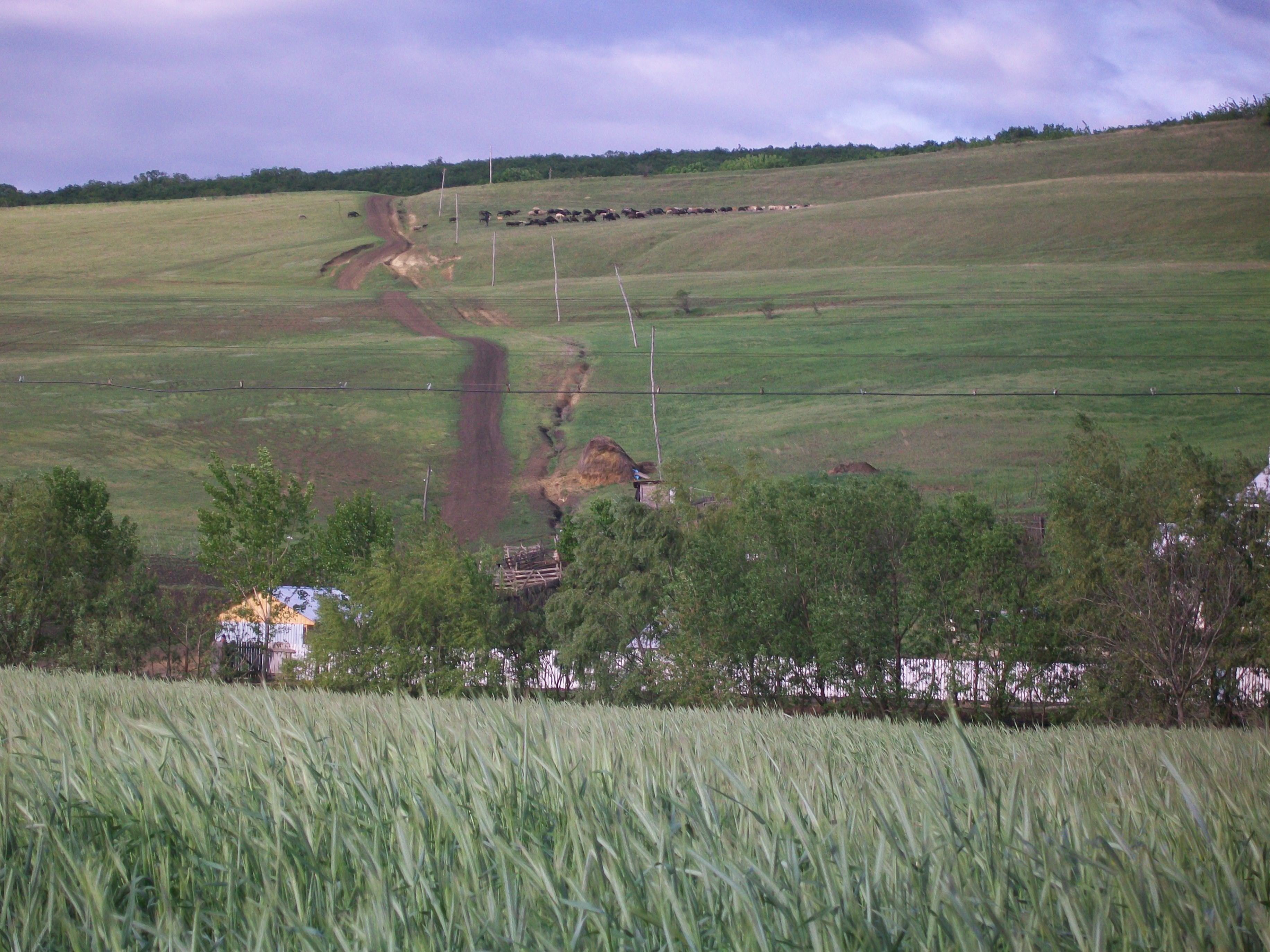
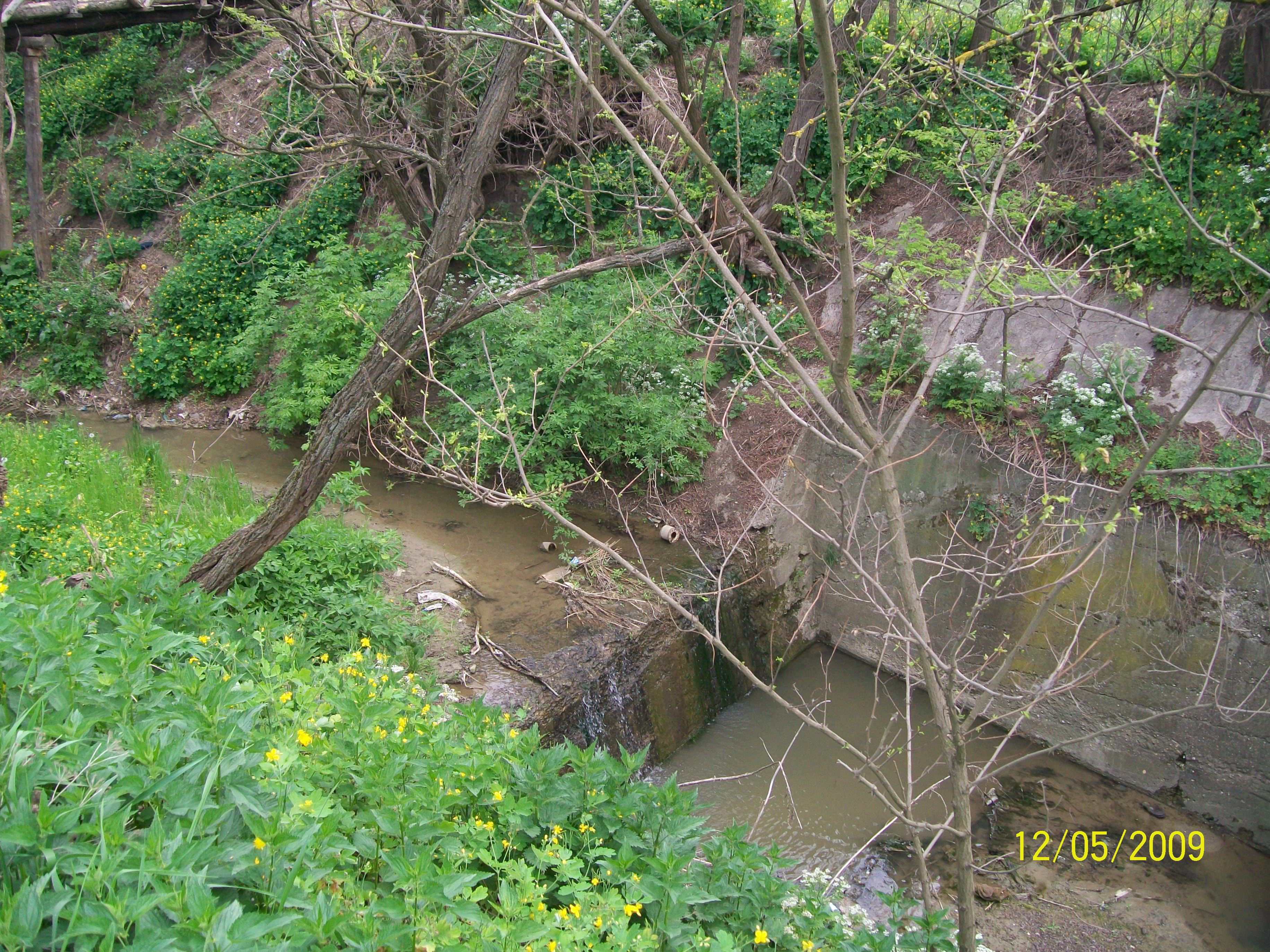
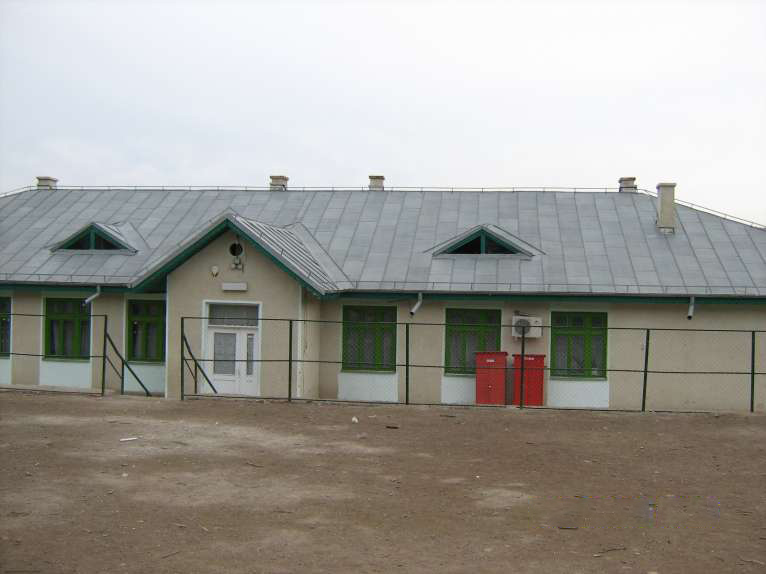
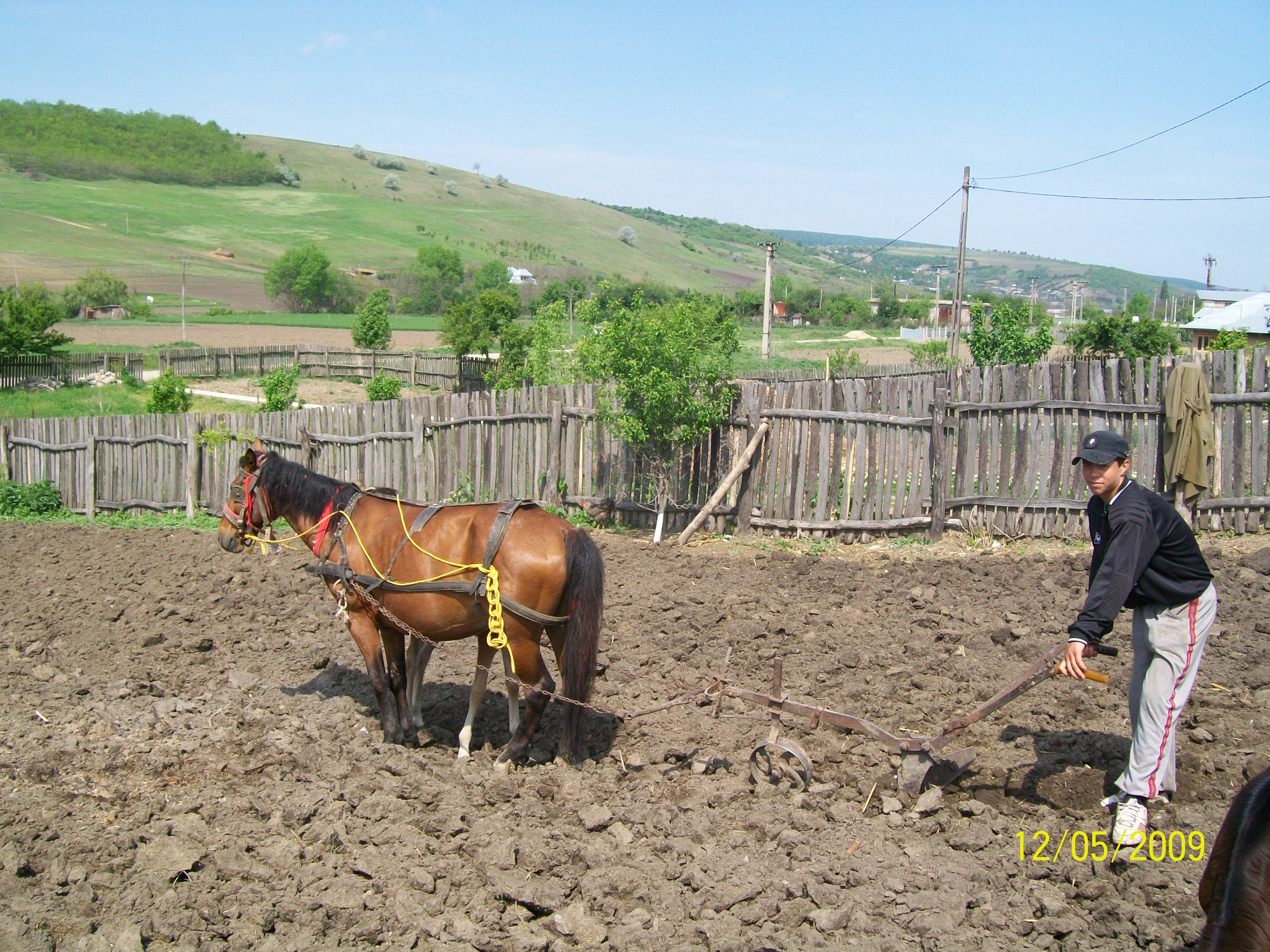

Ibănești telt 1574 inwoners.